# Briaroaks
La ville américaine de Briaroaks est située dans le comté de Johnson, dans l’État du Texas. Sa population s’élevait à 492 habitants lors du recensement de 2010.

## Source
- (en) Cet article est partiellement ou en totalité issu de l’article de Wikipédia en anglais intitulé « Briaroaks, Texas » (voir la liste des auteurs).